# Ivo Linna
Ivo Linna (ur. 12 czerwca 1949 w Kuressaare) – estoński piosenkarz, reprezentant Estonii podczas 41. Konkursu Piosenki Eurowizji w 1996 roku.

## Życiorys
W 1986 roku Linna wydał swój debiutancki album pt. Ivo Linna. W 1993 roku ukazał się jego druga płyta pt. Ivo Linna '93, a w 1998 – Iff1. W 1996 roku reprezentował Estonię podczas 41. Konkursu Piosenki Eurowizji z utworem „Kaelakee hääl”, który wykonał w duecie z Maarją-Liis Ilus, kończąc udział na 5. miejscu. Podczas Eurolaul 1996, estońskich eliminacji do konkursu, Linna nie był obecny na scenie, a nagranie jego fragmentu występu zostało zaprezentowane na telebimie.
W 2000 roku artysta został odznaczony przez Prezydenta Estonii Orderem Białej Gwiazdy czwartej klasy. Rok później ukazała się jego debiutancka płyta kompilacyjna pt. MC1. W 2009 roku premierę miała jego ostatnia płyta pt. IFF Originaal, nagrana we współpracy z producentem Dave'em „Supernovą” Huntem.

## Dyskografia

### Albumy studyjne
- 1986: Ivo Linna
- 1993: Ivo Linna '93
- 1998: Iff1
- 2009: IFF Originaal

### Albumy kompilacyjne
- 2001: MC1